# CF Os Belenenses
Belenenses är en portugisisk sportklubb från Lissabon. Klubben bildades 1919 i stadsdelen Belém. Belenenses blev portugisiska mästare i fotboll 1945/1946, och vann portugisiska cupen 3 gånger - 1941/1942; 1959/1960; 1988/1989.
Utöver fotbollsstadion förfogar Belenenses över två fotbollsplaner, en idrottshall (Pavilhão Acácio Rosa) och en simanläggning (Piscinas Olímpicas).

## CF Os Belenenses och Belenenses SAD går skilda vägar
I slutet av säsongen 2017–18 gick CF Os Belenenses och Belenenses SAD sina olika vägar, eftersom "protokollet om användning av Estádio do Restelo" slutade och SAD vägrade att förhandla fram ett nytt kontrakt med klubben. Som ett resultat av detta spelar Belenenses SAD från säsongen 2018–19 (det professionella laget) sina Primeira Liga-hemmamatcher på Estádio Nacional. Detta medan CF Os Belenenses registrerades som ett amatörlag i 1 Divisão Distrital de Lisboa, motsvarande sjätte division (lägsta portugisiska divisionen), med stöd av majoriteten av fansen och klubbmedlemmarna. År 2022/2023 har klubben klättrat upp successivt till Liga 3, landets tredje division.
Som en följd av händelserna förbjöds Belenenses SAD enligt lag att använda Belenenses logotyp samt namn och använder nu således en ny logotyp. I säsongens första matcher sågs det professionella lagets hemmamöten av bara några hundra åskådare, medan det nya amatörlaget hade en publik på cirka 5 000 personer.

## Arena
Belenenses har Estádio do Restelo som sin hemmaarena sedan 1956.
Den har en kapacitet på cirka 19 856 åskådare, och utsikt över Tejo-floden.

## Meriter
- Ligamästare: 1 gång - 1946
- Portugisiska mästerskapet: 3 gånger - 1927, 1929, 1933
- Portugisiska cupen: 3 gånger - 1942, 1960 och 1989
- Portugisiska superettan: 2 gånger - 1983 och 2013

## Placering tidigare säsonger
| Säsong    | Nivå | Liga                         | Placering | Referens | Notering                      |
| --------- | ---- | ---------------------------- | --------- | -------- | ----------------------------- |
| 2010–2011 | 2    | Segunda Liga                 | 13        | [ 8 ]    |                               |
| 2011–2012 | 2    | Segunda Liga                 | 5         | [ 9 ]    |                               |
| 2012–2013 | 2    | Segunda Liga                 | 1         | [ 10 ]   | Uppflyttad till Primeira Liga |
| 2013–2014 | 1    | Primeira Liga                | 14        | [ 11 ]   |                               |
| 2014–2015 | 1    | Primeira Liga                | 6         | [ 12 ]   |                               |
| 2015–2016 | 1    | Primeira Liga                | 9         | [ 13 ]   |                               |
| 2016–2017 | 1    | Primeira Liga                | 14        | [ 14 ]   |                               |
| 2017–2018 | 1    | Primeira Liga                | 12        | [ 15 ]   |                               |
| 2018–2019 | 7    | AF Lisboa 3ª Divisão         | 1         | [ 16 ]   | Uppflyttade                   |
| 2019–2020 | 6    | AF Lisboa 2ª Divisão Série 2 |           | [ 17 ]   | Uppflyttade                   |
| 2020–2021 | 5    | AF Lisboa 1ª Divisão         |           | [ 18 ]   | Uppflyttade                   |
| 2021–2022 | 4    | Campeonato de Portugal       |           | [ 19 ]   | Uppflyttade                   |
| 2022–2023 | 3    | Liga 3                       |           | [ 20 ]   |                               |

## Gamla profiler
| - Di Pace - Marco Aurélio - Albert Meyong - Matateu - Vicente | - José Pereira - Pepe - Artur Quaresma - Yaúca - Robert Åhman Persson |

## Intressanta spelare
- José Mourinho (1982/1983)

## Svenska spelare
- Anders Andersson - 2004/2005
- Leif Olsson - 1997/1998

## Annan verksamhet
Belenenses är inte bara en fotbollsklubb. Klubben har även sektioner för bland annat: futsal, basketboll, rugby, friidrott, handboll, karate, gymnastik, simning, capoeira, trekamp, femkamp och volleyboll.

## Kända supportrar
- Amália Rodrigues
- Carlos do Carmo
- Raúl Solnado
- João Villaret

## Källhänvisningar
1. ↑  ”Clube de Futebol "Os Belenenses"” (på portugisiska). Infopédia. Porto Editora. https://www.infopedia.pt/apoio/artigos/$clube-de-futebol-os-belenenses. Läst 30 juli 2022.
2. ↑  ”CF Os Belenenses” (på portugisiska). Soccerway. https://pt.soccerway.com/teams/portugal/cf-os-belenenses/55880/. Läst 31 juli 2022.
3. ↑  ”CF Os Belenenses” (på engelska). National Football Teams. https://www.national-football-teams.com/club/1903/2022_1/Cf_Os_Belenenses.html. Läst 31 juli 2022.
4. ↑  ”Estádio do Restelo” (på portugisiska). SoccerWay. https://pt.soccerway.com/venues/portugal/estadio-do-restelo/v538/. Läst 3 augusti 2022.
5. ↑  ”Estádio do Restelo” (på portugisiska). zerozero.pt. https://www.zerozero.pt/estadio.php?id=8&search=1&search_string=est%E1dio+do+restelo&searchdb=1. Läst 3 augusti 2022.
6. ↑  ”Estádio do Restelo” (på engelska). National Football Teams. https://www.national-football-teams.com/stadium/1906/Estadio_Do_Restelo.html. Läst 3 augusti 2022.
7. ↑  ”Clube de Futebol "Os Belenenses"” (på portugisiska). Infopédia. Porto Editora. https://www.infopedia.pt/apoio/artigos/$clube-de-futebol-os-belenenses?uri=lingua-portuguesa/belenense. Läst 3 augusti 2022.
8. ↑  http://www.rsssf.com/tablesp/port2011.html
9. ↑  http://www.rsssf.com/tablesp/port2012.html
10. ↑  http://www.rsssf.com/tablesp/port2013.html
11. ↑  http://www.rsssf.com/tablesp/port2014.html
12. ↑  http://www.rsssf.com/tablesp/port2015.html
13. ↑  http://www.rsssf.com/tablesp/port2016.html
14. ↑  http://www.rsssf.com/tablesp/port2017.html
15. ↑  http://www.rsssf.com/tablesp/port2018.html
16. ↑  http://www.rsssf.com/tablesp/port2019.html
17. ↑  http://www.rsssf.com/tablesp/port2020.html
18. ↑  http://www.rsssf.com/tablesp/port2021.html
19. ↑  http://www.rsssf.com/tablesp/port2022.html
20. ↑  http://www.rsssf.com/tablesp/port2023.html